# Indeterminismo
O indeterminismo refere-se a uma concepção filosófica segundo a qual alguns acontecimentos não têm causas ou que têm causas não-lineares: limitam-se a acontecer e nada há no estado prévio do mundo que os explique. Corresponde assim, em stricto sensu à uma quebra da causalidade. Segundo algumas interpretações da mecânica quântica, entre elas a mais aceita, a interpretação de Copenhagen, vários dos acontecimentos quânticos teriam esta propriedade.
Na mecânica quântica de Werner Heisenberg, da impossibilidade de medir de forma precisa a trajetória de uma partícula subatômica (por não se poder determinar com a mesma precisão sua velocidade e sua posição), deriva-se o "princípio da incerteza" ou "desigualdade de Heisenberg".
Este princípio levou ao questionamento das noções de espaço e movimento na física clássica, introduzindo o conceito de aleatoriedade intrínseca ao comportamento das partículas elementares, e estabelecendo que o comportamento estatístico é intrínseco ao universo. A mecânica quântica se abstém, contudo, de definir se o universo é intrinsecamente indeterminístico ou determinístico, o que leva às diversas interpretações da mesma, muitas das quais transcendendo os limites científicos, algo contudo não observado na teoria em si. Uma noção básica a ser entendida é que a afirmação de que certo efeito não possui causa pode ser logicamente derivada do desconhecimento das verdadeiras causas.